# Ore disperate (film 1990)
Ore disperate (Desperate Hours) è un film del 1990 diretto da Michael Cimino, interpretato da Mickey Rourke, Anthony Hopkins e Mimi Rogers. È ispirato al romanzo di Joseph Hayes, adattato da Lawrence Konner.
Il film è un remake dell'omonimo del 1955 di William Wyler con Humphrey Bogart, anche se rispetto all'originale offre, come dice il Mereghetti: "divagazioni western e riuscite caratterizzazioni di contorno".

## Trama
Michael Bosworth, condannato per omicidio, evade durante un'udienza in tribunale con due complici e la sua avvocatessa Nancy che, tuttavia, cade e non riesce a raggiungere i fuggiaschi. Il gruppo si rifugia nella casa dei Cornell, abitazione di un padre di famiglia già sull'orlo del divorzio. L'attesa di Nancy, il nervosismo, il terrore degli ostaggi in un crescendo di rabbia, paura e tensione portano alla grave perdita del controllo da parte di tutti.

## Accoglienza
Il film  ha ricevuto recensioni divise ed è stato una delusione commerciale: a fronte di un budget di 18.000.000 di dollari ne ha incassati solamente 2.740.000 in tutto il mondo.